# 新宿パレットビル
新宿パレットビル（しんじゅくパレットビル）は、東京都新宿区西新宿に所在する商業ビルである。戦後混乱期の闇市に端を発し、2000年には近代的なビルに建替えられた。本項では、前身の新宿西口会館ビルについても述べる。

## 建設の経緯
第二次世界大戦で焼け野原になった新宿。終戦から数日後には早くも32件の露店が出現した。露天商を始める者は以前からの住民だけではなく、新宿の将来性に賭けて他の街から移って来た者、そして生きる糧を求める多くの引揚者がいた。戦後の無秩序な状況下で、日本人と外国人との争いも起きていた。新宿東口では尾津喜之助率いる関東尾津組、南口では和田組や野原組、そして西口では安田朝信率いる安田組の的屋が取り仕切っていた。安田の自伝『都会の風雪』によると、淀橋警察署長の安方四郎から、都民の極端な物資窮乏を緩和するための応急処置として露店を開くことが東京都や警視庁の当局の間で決まり、新宿西口方面の管理者に安田が選ばれた旨が記されている。安田が取り仕切る露店街は、食料の不足に困窮する都民、外国人との争いから守られる引揚者、土地所有者の東京都や鉄道各社、治安維持を求める警察当局からも必要とされていたのである。
西口の露天マーケットの土地は、将来の地下鉄用地として1944年にに帝都高速度交通営団（以下、営団）が東京都から払い下げを受けたものであった。1947年6月に東京都と国鉄はマーケットの仮設建物敷地として半年間の使用許可を出し、その後も1948年12月まで連続使用の許可を出している。安田は、マーケットを当局の容認で作った自負があり、合法的なものと信じていた。1951年に丸ノ内線の建設工事が始まると、営団は安田に対しマーケットの建物の撤去と土地の明け渡しを求めた。安田はこれに応じず、マーケットで営業する約170店の店主もこのことを知らされなかった。
1956年10月、営団は店主らに対し、土地の明け渡しを求める書面を送付した。決して安くはない金額を払って店舗を買った店主らには不法占拠の認識はなく、寝耳に水であった。営団所有地内の店舗は、表通り沿いの美登利会36店舗、仲通り51店舗、線路際の八部会22店舗、計109店であった。安田はすでに新宿西口から手を引いていたため、中国からの引揚者で、マーケットで寿司店を営んでいた殿生文男がリーダーとなり、「新宿西口協同組合」を結成して営団との交渉に当たった。工事を急ぐ営団は一歩も引かず、1957年2月には東京地方裁判所に土地の明け渡しと建物の撤去を求めて法的措置を興した。同年7月には、新宿西口協同組合を法人格のある「新宿西口事業協同組合」に再編した。1959年1月16日、組合側は営団に対し何の権限も有さない不法占有であり、組合員は建物より退去して営団に対し敷地を明け渡すよう判決が下った。翌日、組合は東京高等裁判所に強制執行の停止命令を申請したが、却下された。これをもって、組合側の全面敗訴が確定した。
殿生は、裁判とは別に政治的解決の道も模索していた。元大蔵大臣の賀屋興宣は一時期中国北支那開発公社の総裁を務めており、殿生はその部下の一人であった。殿生が賀屋に仲介を依頼したところ快く受け入れられ、賀屋派幹事長の林唯義衆議院議員、地元出身の田中栄一衆議院議員、安井誠一郎東京都知事の弟にあたる安井謙の3名が賀屋の代理人として就いた。営団総裁の鈴木清秀は大蔵省出身で、戦前には賀屋の部下でもあったことも、組合側に有利に働く結果となった。前述のとおり1959年1月16日に営団勝訴の判決が下ったが、その2日前の1月14日に林より仲介案が示された。その内容は「営団所有地995坪（3,289 m2）のうち、丸ノ内線新宿駅工事区域からは1959年4月16日までに建物を収去し立ち去ること。その他の部分については1961年3月末までに任意立ち退く旨の裁判上の和解を1959年4月16日までに行うこと。前期の内容が履行された場合には、占有者全員の出資により設立した組織に対し、西口の用地の一部225坪（826 m2）を30年間賃貸する」旨の妥協案であった。組合員の中には「国会議員が組合に介入し、資産を狙うのではないか」と疑念を抱く者もいて、1月14日の全体理事会会議は紛糾したが、10時間の会議の末に和解案を受け入れる旨を全会一致で決定。1月27日に組合・4名の国会議員と営団との間で協定書を締結し、和解が成立した。
賃借地へのビル建設を目的とした新会社設立にあたり、1959年2月20日に初の発起人会を開催。4月13日に株式会社新宿西口会館の設立総会が開かれ、翌14日に設立登記がなされた。営団所有地には安田が賃貸する数店舗と尾津組に買収された1店舗があり、いずれも退去を拒んでいたため立ち退き料を支払う必要が生じた。ビルの建設資金については、賀屋の紹介で第一銀行新宿支店と三菱銀行新宿支店から融資を受けることができ、建設会社は清水建設を紹介された。他の建設会社は業界の慣行に沿い着工時・中間・完工時に3分の1ずつの支払いを要求したが、清水建設は賀屋の斡旋で完工時一括払いの特例を講じてくれたことも理由となった。新宿西口会館ビルは1962年3月に着工、1年半の工期ののち、1963年（昭和38年）9月20日に竣工した。

## 新宿西口会館ビル
地下2階・地上8階建のうち、5階から8階にかけてはテナントが入居し、保証金と敷金が建設費に充てられた。地下2階から地上4階にかけての6フロアは、株式会社新宿西口会館の株主となったかつてのマーケットの店主の店舗が入る。美登利会は1・2階、仲通りは地下1・2階と地上4階、八部会は3階に、基本的に5坪ずつのスペースが割り当てられた。総区画数は66で、数人の株主が共同で運営する店舗もあった。3階・4階は飲食店がそれぞれ9店・11店、2階は紳士・婦人用品店17店、1階は洋品・菓子・カメラ・花・海苔などの物販店舗、地下1階はスーパーマーケット「フレンド」、地下2階は物販と飲食が半々の構成であった。地下2階から地上4階まではエスカレーターが通じていた。5階には中華料理店「随園」、7階は近代興行株式会社によるキャバレー「チャイナタウン」、8階にはサントリーラウンジと屋上にサントリービアガーデンが入居し、シチズン時計の広告塔やオリンパスの壁面広告も収入に寄与した。6階は新宿西口会館社や近代興行の事務所として使われた。
1960年代半ば頃は、まだスーパーマーケットは少なく、通勤圏が郊外に伸びるにつれ、通勤客が帰宅する時間には私鉄や国電沿線の商店が閉店していることも少なくなかった。12名の株主で運営する「フレンド」は一億総中流時代にマッチした都市型スーパーの先駆者として、夕方5時以降を中心に生活用品を買い求める客を集めた。店舗の構造上生鮮食品の扱いが困難なため雑貨や加工食品の販売が中心であり、コンビニエンスストアに近い品ぞろえであった。1973年には、石油ショックによる消費者の買いだめが追い風となり、年間売上高12億円を記録した。その後、西武池袋線桜台駅前に生鮮食品を主体とした支店を開設している。1988年まで年商12億円を維持したが、消費税が導入された1989年には10億円を割り込んだ。これには、鉄道沿線にスーパーマーケットが増加し、通勤客が自宅の最寄で買い物をするようになったこと、コンビニエンスストアの普及、近隣の小田急百貨店や京王百貨店などで食料品や雑貨を値頃な価格で販売するようになったことも要因として挙げられる。
2階の「フェアレディ」は日本初の本格的な女性インナーウェア専門店として、学生やOLなど若い女性客で大繁盛した。1973年に靖国通りに地下街「新宿サブナード」ができると、フェアレディは同地下街に支店を出すとともに本店の充実を図った。その翌年には当時の衣料品業界における売場面積当たりの売上高が日本最大を記録した。1976年にルミネ新宿と京王モールができると駅利用者の動線が変わり、京王モールに出店した支店は好調であったが本店の客数は伸び悩んだ。1985年には「しんじゅくパレット商店会」の名称を導入。翌年は建物名を「西口会館パレットビル」に改めてイメージアップを図ったが、平成に入るころには建物の劣化や、管理が不十分であったことによる酔客の汚物や痴漢の出没により、新宿西口会館ビルは女性客から敬遠されるようになった。のちにフェアレディは1992年にカラオケ店に転業。フレンドは1995年に店舗の一部を飲食店に改装した。
1988年にビル設備の耐久診断が行われ、大幅改修の必要性が認められた。1989年、会館全体による討議で、近隣に計画されている地下鉄新駅（都営地下鉄大江戸線新宿西口駅）の開業を視野に、全面建て替えを決定した。この建て替えプランは、約100億円の建設費は株主が負担することなく、テナントの敷金や保証金で賄われる。株主は新ビル内に店舗を持つのではなく、大型テナントが入居する不動産の権利を有するものであった。

## 新宿パレットビル

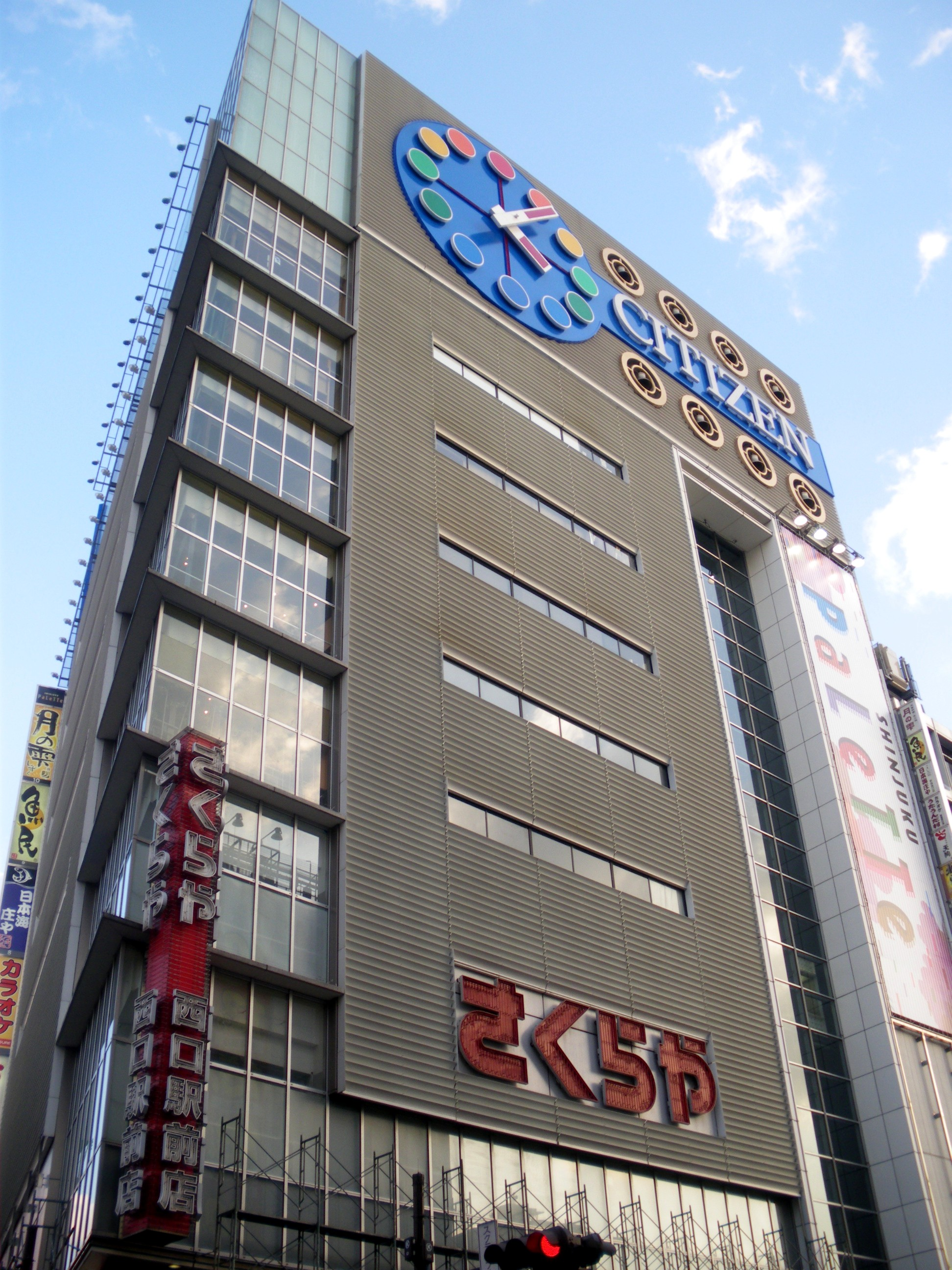
2009年の新宿パレットビル。前年末までさくらやがテナントに入り、小田急ハルク側の都道に面した正面上部にはシチズンの大時計が設けられていた。

新たな新宿パレットビルは、2000年12月1日竣工。地下1階から地上4階までの5フロアは核テナントとして家電量販店のさくらや新宿西口駅前店が入居した。外壁の北側と、JRの線路に面した東側にはグラフィックデザイナー遠藤享による、オリンパスのネオンサインが掲出された。都営地下鉄大江戸線新宿西口駅は2000年12月12日に開業し、同駅および東京メトロ丸ノ内線新宿駅とは地下通路で直結している。さくらやは2008年12月31日で閉店し、その跡には翌年4月24日にユニクロ新宿西口店がオープンしている。地下2・3階、地上5 - 9階には居酒屋や回転寿司店、イタリアンレストランなどの飲食店がテナントとして入居する。
南側には、営団の関連会社の株式会社地下鉄ビルデイング（現 東京メトロ都市開発）により建設された新宿地下鉄ビルデイングと、小田急電鉄の新宿西口駅本屋ビルからなる小田急百貨店本館が隣接していたが新宿駅西口再開発事業のため2022年度に解体された。本ビルは当該再開発の区域には含まれない。北側の青梅街道までの一角は、戦後の露天マーケットに源流を持ち、立ち退きの対象とならなかった店舗からなる思い出横丁が広がる。